# 呂振原
呂振原（1931年—2008年1月8日）是一個琵琶演奏家、古琴演奏家、作曲家、中國音樂教育家及音樂學者，以演奏及創作琵琶和古琴音樂聞名，將中國音樂帶進西方世界。

## 早年生活
呂振原出生於上海，其父親及祖父都是音樂愛好者。 十歲時開始學習琵琶及古琴，其古琴老師為吳景略及侯作吾二人。
為了學習，呂振原年輕時遍訪名家。 他的弟弟呂培原也學習了琵琶和古琴，並且成立了香港中樂團。

## 音樂生涯展開
呂振原1953年畢業於上海的大學。1954年時前往香港工作，並在音樂會或廣播上演出。他在1957年為了幫忙朋友的公司而搬家至巴西，並在巴西的電視上公開表演，曾受巴西的教育部邀請演出，並參加了1958年的聖保羅音樂節。
1959年時，呂振原決定離開商業圈，他覺得比起成功的商人，自己寧願成為一個貧窮的音樂家。他前往美國進行一系列的演出，以紐約卡內基大廳的音樂會作為開始。 他也為Lyrichord唱片公司錄音，並在1960年推出第一張唱片Chinese Classical Masterpieces for the Pipa and Chin。 1961獲邀至布朗大學、芝加哥大學、哥倫比亞大學、哈佛大學、普林斯頓大學、史丹佛大學、衛斯理大學及耶魯大學等校。 他也曾造訪倫敦，為BBC錄音， 並且很快的以琵琶獨奏大使的身份在西方世界聞名。
他很快地愛上美國流行的Exotica音樂，並且在拉斯維加斯的"Oriental Holiday"登臺演出。他也採用西方作曲方法為琵琶創作，像是移植英格蘭民謠〈綠袖子〉。 他曾在Pacifica Radio、PBS和Steve Allen Show演出。

## 教學及職業生涯
1961年三月，呂振原獲聘在加州大學洛杉磯分校的民族音樂學和系統音樂學學院任教，教授中國音樂、中國古典樂舞和戲曲。 1964年，開設中國音樂史和中國音樂理論等課程。除了教學，他也在古根漢美術館、好萊塢露天劇場、國會圖書館 (美國)及歐洲演出，並在1960年代推出了五張專輯。美國絃樂教師協會贊助呂振原和古典吉他演奏家 安德烈斯·塞戈維亞一同演出。在1960年代晚期，呂振原偶爾會參與搖滾音樂，例如和傑瑞·李·劉易斯、Sweetwater及門戶合唱團合作。
除了演奏傳統曲目，呂振原也為琵琶創作新的樂曲，為七部好萊塢電影及中國電影進行配樂。 他在1967年造訪日本、夏威夷、臺灣及香港等地。 1972年和香港歌手，同時也是廣東音樂家呂文成之女的呂紅相識並結婚。1973年，呂振原的弟弟呂培原在加利福尼亞大學柏克萊分校、布朗大學和洛約拉馬利蒙特大學等校講授中國傳統音樂之後，也來到洛杉磯， 二人經常同臺演出。
呂振原在1991年從任教了30年的加州大學洛杉磯分校退休，並獲頒黃金的獎章作為紀念。

## 遺產
呂振原在2008年1月過世，他的家人在2016年以他為名設立了一個20,000美元的獎學全。

## 音樂作品
- Chinese Classical Masterpieces for Pipa and Chin (Lyrichord, 1960)[15]
- Exotic Music of Ancient China (Lyrichord, 1964)[16]
- China's Treasures: Lui Tsun-Yuen Plays Pipa and Chin (Lyrichord, 1965)[17]

## 外部連結
- 呂振原的Discogs页面（英文）
- 呂振原在Allmusic上的頁面
- 呂振原示範琵琶 （页面存档备份，存于），影片前21分鐘，香港中文大學圖書館「卞趙如蘭特藏」
- 呂振原示範古琴 （页面存档备份，存于），約1:05:40左右開始，香港中文大學圖書館「卞趙如蘭特藏」